# Fantastic Four (гра, 1997)
Fantastic Four, також відома як Fantastic 4  - відеогра для PlayStation, розроблена Probe Entertainment і видана Acclaim Entertainment  . Вихід гра відбувся у 1997 році, а її головними героями виступили однойменні персонажі Marvel Comics . Створена у жанрі beat 'em up Fantastic Four отримала негативні відгуки, будучи розкритикованою за одноманітність геймплею.

## Сюжет
Доктор Дум розробив пристрій, який переносить Фантастичну четвірку в різні місця для битв з безліччю монстрів та суперлиходіїв . У міру розвитку сюжету Містер Фантастік збирає машину часу, яка дозволяє йому перемістити команду в королівство Дума для фінальної битви. Незважаючи на відсутність Галактуса у грі, мається на увазі, що на ньому лежить відповідальність за знищення рідного світу Скруллов .

## Геймплей
Fantastic Four нагадує такі аркадні ігри, як Final Fight та Batman Forever: The Arcade Game від тієї ж Acclaim Entertainment. Четверо гравців (за допомогою PlayStation Multitap ) можуть керувати Містером Фантастиком, Жінкою-невидимкою, Істотою, Людиною-факелом або Жінкою-Халком, спостерігаючи за персонажами збоку . На кожному етапі є безліч злочинців, роботів і мутантів, яких необхідно знищити, щоб просунутися далі. Персонажі мають різні прийоми ближнього бою: ударами руками, ногами, стрибками і підкиданням ворогів або предметів. Крім того, протагоністи володіють як мінімум чотирма спеціальними прийомами. Використання блоків чи певних спеціальних прийомів виснажує «шкалу сили» персонажа. Гравець може в будь-який момент перемикатися між героями. Якщо гравець використовує ту саму комбінацію, з'являється «безглуздий» значок, а при проходженні рівня з різноманітністю з'являється значок з великим пальцем вгору. Жоден із значків не впливає на рахунок гравця  .

## Розробка
Спочатку розроблялася версія для Sega Saturn, проте Acclaim Entertainment відзначила виробництво в 1997  .

## Критика
Fantastic Four була удостоєна вкрай негативних відгуків. IGN і Next Generation критикували погане управління і низькоякісні спрайти , а GameSpot негативно відгукнувся про несумісність музики та геймплей   . У своєму ревю Next Generation зазначила: «Подібно до інших жахливих ігор за ліцензіями від Acclaim за останні вісім років, ця значною мірою спирається на зразок з поп-культури, в даному випадку Фантастичну четвірку Стена Лі і перетворює його на сумний сайд-скроллінг, використовуючи «екшн» у найширшому значенні цього слова»  . У Японії, де гра була портована і видана компанією Acclaim Japan 19 лютого 1998, Famitsu поставила їй 16 балів з 40  .
У своєму огляді GamePro відзначили «грубість анімації персонажів, вульгарні звукові ефекти та одноманітний геймплей, при якому хвилі ворогів атакують за передбачуваною схемою»  . У ранньому ревью IGN припустив, що Fantastic Four «цілком може стати найгіршою з коли-небудь створених ігор»  . Відгук GameSpot був більш неоднозначним: «у Fantastic Four є кілька цікавих особливостей, такі як наявність розрахованого на багато користувачів режиму, тому, якби гру допрацювали, зробивши її не такою нудною, вона стала б набагато краще»  .
Electronic Gaming Monthly, який не писав рецензію на гру, назвав Fantastic Four «найгіршим проектом з гарної ліцензії» у своєму Керівництві для покупців відеоігор 1998 року, зазначивши: «Незважаючи на досить пристойну полігональну графіку, Fantastic Four є не що інше, як нудний, Одноманітний клон Final Fight »  .
Персонал CBR помістив Madness in Murderworld на 9 місце серед «15 найгірших ігор Marvel» 